# Viola Liuzzo
Viola Gregg Liuzzo (11 avril 1925 - 25 mars 1965) est une militante du mouvement des droits civiques dans le Michigan (États-Unis) et mère de cinq enfants, assassinée par des membres du Ku Klux Klan lors de la troisième des Marches de Selma à Montgomery de mars 1965 en Alabama.
Un des membres du KKK dans la voiture qui a tiré était un informateur du Federal Bureau of Investigation (FBI),.
Après sa mort, elle fut le sujet d'une campagne de désinformation du FBI visant à entacher sa réputation.
Son nom fait partie des noms inscrits sur le mémorial des droits civiques de Washington.

## Vie
Viola Gregg, de son nom de jeune fille, est née dans la ville de California en Pennsylvanie, mais déménagea à Chattanooga au Tennessee avec sa famille à l'âge de six ans. Après seulement un an d'études secondaires, elle quitte ses études secondaires, se marie en 1941 à l'âge de 16 ans, et divorce avant la fin de l'année. Elle se remarie à George Argyris en 1943 pour sept ans puis épouse Anthony Liuzzo, un agent du syndicat Teamsters. De son deuxième mariage, elle aura deux enfants et de son troisième, trois enfants.
Tout en élevant ses enfants, elle cherche à reprendre ses études, allant au Carnegie Institute de Détroit. Elle s'inscrit à temps partiel à la Wayne State University de Détroit en 1962. Elle était une étudiante moyenne, encore dans sa première année d'études au moment de sa mort.
En 1964, Liuzzo plaide coupable d'avoir enfreint une loi de l'État en n'envoyant pas deux de ses enfants, Thomas (13 ans), et Anthony (10 ans), à l'école pour une durée supérieure à quarante jours. Elle se défendit en disant que c'était pour protester contre l'augmentation de l'âge de scolarisation obligatoire à 18 ans. Elle reçut une amende de 50 dollars et un an de sursis.

## Meurtre et funérailles
Liuzzo est horrifiée par les images de la marche avortée sur le pont Edmund Pettus de Selma le 7 mars 1965.
Neuf jours plus tard, elle assiste à une manifestation dans son université et appelle son mari pour lui dire qu'elle ira à Selma en lui disant que c'est « le combat de tout le monde ».
Après la fin de la marche le 25 mars, elle est aidée par un Afro-Américain, Leroy Moton, en déposant des manifestants locaux chez eux dans son Oldsmobile de 1963. Après avoir déposé un second groupe de personnes chez eux, une Ford bleue transportant des membres du KKK voit la voiture de Liuzzo arrêtée devant un feu et la suit pendant vingt minutes. Ils la rattrapent et roulent à côté, lui tirant deux balles dans la tête et la tuant instantanément.
Moton n'est pas blessé, mais reste immobile pendant que les Klansmen viennent voir leurs victimes.
Une fois leur voiture partie, il commence à courir, mais est vite suivi par quelqu'un dans une voiture rouge avant de sauter dans un ravin dans le bas-côté. Reprenant sa course vers Montgomery, il court une demi-heure avant d'être aidé par le Révérend Leon Riley, qui emmenait lui aussi des manifestants à Selma dans son camion.
Le 30 mars, les obsèques de Liuzzo ont lieu dans l'Église catholique Heart of Mary de Detroit.
De nombreuses personnalités du mouvement des droits civiques et du gouvernement sont présentes : Martin Luther King, Roy Wilkins (directeur du NAACP), James Farmer (leader national du Congress of Racial Equality), William E. Milliken (vice-gouverneur du Michigan), et Walter Reuther (président d'United Auto Workers).
Moins de deux semaines après sa mort, on trouve une croix brûlée, symbole du KKK, devant quatre résidences de Detroit, dont celle des Liuzzo.

## Arrestation et procès des suspects
Les quatre membres du Klan présents dans la voiture sont vite arrêtés : Collie Wilkins (21 ans), Gary Rowe (34), William Eaton (41), et Eugene Thomas (42). Dans les 24 heures, le Président Lyndon B. Johnson annonce publiquement leur arrestation sur une chaîne nationale de télévision.
Rowe se trouve être un informateur du FBI, et plus spécifiquement de son programme COINTELPRO. Peu après la mort de Liuzzo on entend de fausses rumeurs répandues par COINTELPRO : on y dit qu'elle aurait été membre du Parti communiste et aurait abandonné sa famille pour avoir des relations sexuelles avec des Afro-Américains militants pour les droits civiques.
Le 22 avril, les trois autres hommes sont reconnus coupables de la mort de Liuzzo ; l'avocat de la défense, Matt Murphy, tente de faire annuler le procès en plaidant que le Président aurait violé les droits civiques des suspects en les nommant à la télévision. Murphy insiste pour vouloir faire témoigner Johnson au procès.
Le 3 mai, un jury entièrement blanc est sélectionné pour le procès contre Wilkins, le plus jeune des suspects ; Rowe est le principal témoin. Trois jours plus tard, Murphy utilise des termes ouvertement racistes pendant ses derniers arguments, allant jusqu'à appeler Liuzzo une « white nigger » (« négresse blanche »), pour influencer les membres du jury. Cette tactique est assez réussie car la décision est de 10-2 en faveur de la condamnation, empêchant l'unanimité. Le 10 mai les trois suspects font partie d'une parade du KKK qui se termine dans une ovation debout.
Avant que le nouveau procès ne commence, l'avocat Murphy se tue dans un accident d'automobile le 20 août ; il s'est endormi pendant qu'il conduisait et a un accident avec un camion de gaz. L'ancien maire de Birmingham, Art Hanes, consent à défendre les trois suspects une semaine plus tard. Hanes était un fervent ségrégationniste qui servit comme maire pendant une période tumultueuse de l'histoire de sa ville, pendant laquelle le commissaire de police Eugene O'Connor est connu pour avoir utilisé des tuyaux d'incendie sur des manifestants Afro-Américains.
Un autre jury blanc est sélectionné le 20 octobre ; deux jours plus tard il décide, en moins de deux heures, d'acquitter Wilkins.
La prochaine phase du long processus commence quand un procès fédéral accuse les trois hommes de complot sous le Ku Klux Klan Act de 1871. Les accusations ne portent pas directement sur le meurtre de Liuzzo, mais le 3 décembre les trois sont reconnus coupables et condamnés à dix ans en prison[réf. nécessaire].
En attendant leur pourvoi en appel, Wilkins et Thomas sont reconnus coupables de violations des lois régissant les armes à feu et envoyés en prison pour ces crimes.
Eaton, le seul des trois à ne pas aller en prison, est mort d'un arrêt cardiaque le 9 mars 1966. Thomas est le seul membre du trio à ne pas avoir eu de procès ; le sien commence le 26 septembre 1966. L'accusation a des arguments solides, incluant le témoignage d'un expert en balistique du FBI qui dit que l'une des balles trouvées dans la tête de Liuzzo avait été tirée d'un revolver appartenant à Thomas. Deux témoins vinrent dire qu'ils avaient vu Wilkins en train de boire une bière près de Birmingham, à 125 milles du lieu du meurtre, une heure ou moins après le meurtre de Liuzzo. Malgré la présence de plusieurs Afro-Américains au jury, Thomas est acquitté le jour suivant après seulement 90 minutes de délibérations. Le ministre de la Justice de l'état, Richmond Flowers, critique le verdict, estimant que les membres Noirs du jury sont des « Uncle Toms ».
Le 27 avril 1967, la Cour d'appel du 5e circuit de La Nouvelle-Orléans maintient les condamnations des accusés vivants ; Thomas passe six ans en prison pour son crime.
À cause des menaces de mort de la part de membres du KKK après son témoignage, Gary Thomas Rowe entre dans le United States Federal Witness Protection Program.

## Retombées
Certains pensent que son meurtre aida le passage du Voting Rights Act de 1965, qui élimina des restrictions pour voter, dont des tests d'alphabétisation et des taxes. Le 15e amendement, ajouté en 1866, avait donné aux Afro-Américains le droit de voter. Le souvenir de la mort de Liuzzo était encore assez récent et présent dans les esprits des membres du Congrès. Le président Lyndon B. Johnson demanda une enquête aussitôt qu'il apprit la nouvelle de la mort de Liuzzo.
Peu après sa retraite en 1975, Anthony Liuzzo (qui ne s'est jamais remarié), fut accusé, avec deux autres hommes, de sept accusations de complot pour brûler un supermarché pour recevoir l'argent de l'assurance. Il meurt le 10 décembre 1978[réf. nécessaire].
Le 28 décembre 1977 la famille de Liuzzo tente un procès contre le FBI, disant que Rowe, agent du FBI, n'avait pas essayé d'empêcher le meurtre et était donc complice. Le 5 juillet 1979, l'Union américaine pour les libertés civiles commence un autre procès au nom de la famille.
Rowe est accusé en 1978 et son procès s'ouvre, qui se solde par un jury sans majorité ; le second procès se termine par son acquittement.
Le 27 mai 1983 un juge rejette les arguments de la famille de Liuzzo, disant qu'il n'y avait pas de preuves que le FBI ou Rowe étaient impliqués dans un complot contre Liuzzo ; il dit que le fait que Rowe était dans la voiture est la principale raison pour laquelle le cas fut si vite résolu. En août 1983, le FBI reçoit 79 873 dollars en compensation, montant ramené plus tard à 3 645 dollars après un appel de l'Union américaine pour les libertés civiles au nom de la famille.
Le fils aîné du couple, Thomas, déménage en Alabama en 1978 et change son nom de famille pour « Lee » en 1982, fatigué de se voir demander s'il était de la famille de cette martyre du mouvement des droits civiques.
Viola Liuzzo est le sujet du documentaire Home of the Brave (2004), et du troisième volet de Free at Last[réf. nécessaire].